# Rhaphidostegium dixonii
Rhaphidostegium dixonii là một loài Rêu trong họ Sematophyllaceae. Loài này được Thér. miêu tả khoa học đầu tiên năm 1924.